# Пштир Олег Володимирович
Олег Володимирович Пштир (нар. 18 грудня 1968) — український футболіст, що виступав на позиції півзахисника. Відомий за виступами в українських футбольних клубах першої ліги — «Волинь», а також у низці клубів другої ліги, найбільше за «Газовик» із Комарно, в якому зіграв понад 150 матчів у чемпіонатах України. Нетривалий час Олег Пштир виступав також за футзальні клуби зі Львова «Україна», «Гвардієць-Динамо», «Софі» та «Прем'єр-Груп».

## Клубна кар'єра
Олег Пштир розпочав футбольну кар'єру в аматорському клубі «Гірник» з Новояворівська. У 1991 році футболіст перейшов до складу іншого аматорського клубу з Львівської області — «Газовика» із Комарно. Після проголошення незалежності України «Газовик» у першому чемпіонаті України виступав у перехідній лізі, а після зайнятого другого місця у групі «А» з сезону 1992—1993 команда грала в другій українській лізі. Олег Пштир грав за комарнівську команду протягом п'яти сезонів, зіграв у її складі більш ніж 150 матчів у чемпіонатах України. Паралельно в 1993 році футболіст також грав за львівський футзальний клуб «Україна», який виступав на той час у першій футзальній лізі, провівши за команду 3 матчі в Кубку України.
У 1996 році Олег Пштир отримав запрошення від клубу «Волинь», який вибув з вищої ліги, та поставив завдання на сезон повернутись до вищого дивізіону. У команду прийшло багато молодих футболістів, лучани добре розпочали чемпіонат, тривалий час лідирували в турнірі першої ліги. Проте у зв'язку з погіршенням фінансового стану гра команди погіршилась, керівництву клубу довелось продати частину ведучих гравців, і в підсумку команда зайняла 4 місце, і не зуміла повернутись до вищої ліги. У цьому сезоні Пштир не став постійним гравцем основи «Волині», зігравши у її складі лише 20 матчів у чемпіонаті. У наступному сезоні футболіст також не став постійним гравцем основи, і невдовзі після початку сезону 1998—1999 Пштир перейшов до складу аматорської команди «Троянда-Експрес» з Гірки Полонки, а з початку 1999 року став гравцем клубу другої ліги «Цементник-Хорда» із Миколаєва. У цьому клубі Олег Пштир грав протягом всього 1999 року, а в 2000 році грав у складі друголігових клубів «Галичина» з Дрогобича й «Енергетик» з Бурштина. Паралельно футболіст грав за львівські футзальні клуби «Гвардієць-Динамо», «Софі» та «Прем'єр-Груп». Пізніше Олег Пштир грав також за аматорський клуб «Рочин» із Соснівки, у складі якого був чемпіоном Львівської області у 2001 році.